# Φ键
φ鍵由兩個f軌域六重交疊而成，電子雲以「面對面」的形式疊加，所形成的分子軌域稱為φ軌域。由於δ键的存在，理論化學家推測會有由兩個f軌域疊加形成的φ鍵。2005年化學家聲稱已發現φ鍵，存在於雙鈾分子（U2）的鈾-鈾鍵。可是，其後從自旋軌域相互作用研究發現鍵級為4。截至2024年，人们仍未发现确认有φ鍵的分子。